# Madeleine Wehle

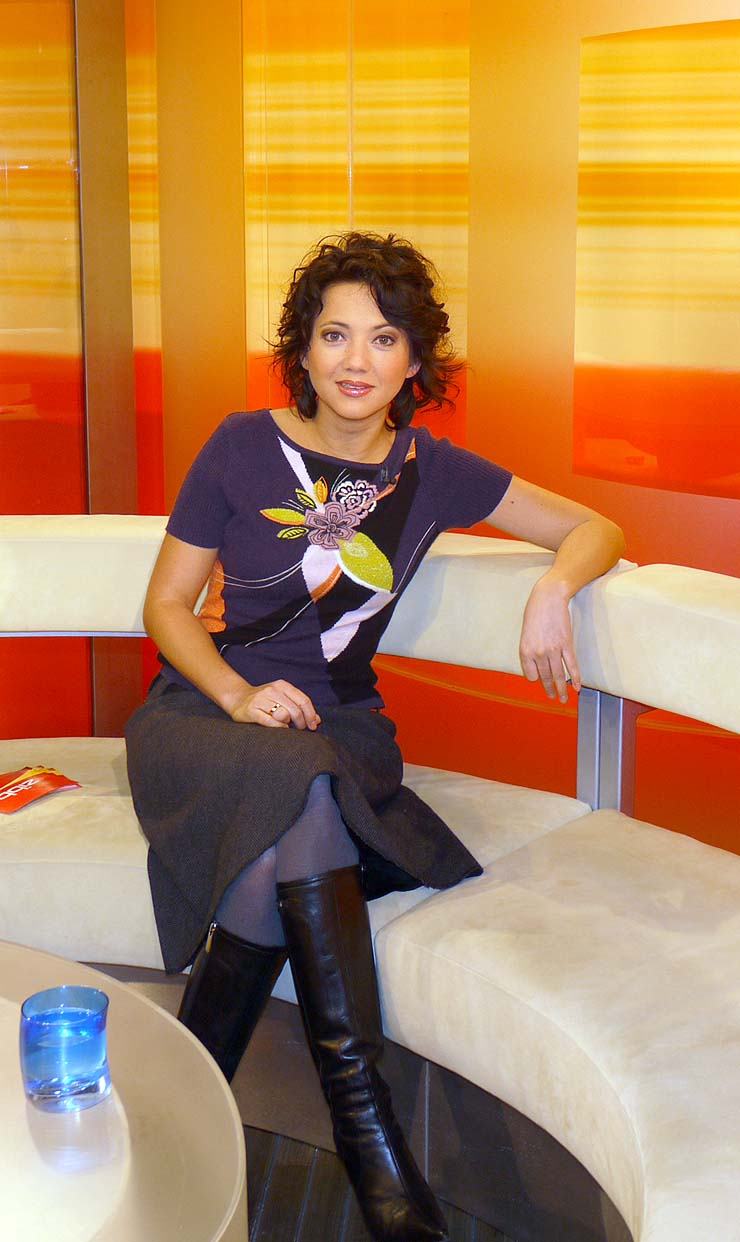
Madeleine Wehle (2008)

Madeleine Wehle (* 6. Januar 1968 in Caputh) ist eine deutsche Fernsehmoderatorin.

## Leben
Madeleine Wehle wuchs in Perleberg auf. Sie studierte nach dem Abitur in Schwerin und nach einem Volontariat Journalistik von 1987 bis 1991 an der Sektion Journalistik der Karl-Marx-Universität Leipzig. Nach dem Studium war sie zunächst in Leipzig bei MDR Info aktiv, moderierte dann beim MDR-Fernsehen die Sendungen Sachsenspiegel, Unterwegs in Sachsen, Riverboat und Länderinfo.
Seit 1993 arbeitete sie beim Ostdeutschen Rundfunk Brandenburg (ORB), dem jetzigen Rundfunk Berlin Brandenburg (rbb). Sie stand einige Jahre für das Magazin Abendjournal und das Promi-Format Fernsehbekanntschaften vor der Kamera. Im Jahr 2003 wurde sie in das Moderatorenteam des täglichen rbb-Journals zibb – Zuhause in Berlin & Brandenburg aufgenommen.
Beim Norddeutschen Rundfunk (NDR) war sie ab 2002 aktiv. Sie präsentierte in Hamburg, zusammen mit Ludger Abeln (vorher mit Carlo von Tiedemann), bis Ende August 2009 die Aktuelle Schaubude. Im August 2009 begann sie, die Sendung Sachsen-Anhalt heute im MDR-Fernsehen zu moderieren. Am 14. Juli 2010 präsentierte sie ebenfalls im MDR-Fernsehen erstmals, danach im 14-täglichen Rhythmus, ihre eigene Sendung Waehle Madeleine mit Beiträgen aus Sachsen-Anhalt. Im Zuge einer MDR-Programmreform übernahm Madeleine Wehle im Januar 2012 die Sendung Außenseiter-Spitzenreiter. Bis Ende 2021 war sie regelmäßig im rbb-Vorabendprogramm als Moderatorin zu sehen.
Von März bis September 2023 arbeitete sie für den Privatsender Sat.1, wo sie als Hauptmoderatorin die Sendung Volles Haus! moderierte.

## Privates
Am 26. November 2001 überlebte sie einen schweren Autounfall bei Friedewald auf der A 4, bei dem ihr 34-jähriger Ehemann Thomas ums Leben kam. Der Volvo kam nachts bei regennasser Fahrbahn ins Schleudern, fuhr in eine Böschung und überschlug sich. Ein nachfolgendes Fahrzeug fuhr in den auf dem Dach liegenden Wagen hinein.
Madeleine Wehle hat aus der Ehe einen Sohn. Sie wohnt in Berlin-Prenzlauer Berg. Seit 2006 ist sie mit einem Arzt liiert.

## Fernsehauftritte (Auswahl)
- 2003–2009: zibb – Zuhause in Berlin & Brandenburg (rbb)
- 2009–2021: Sachsen-Anhalt heute (MDR)
- 2010–2021: Waehle Madeleine (MDR)
- 2017–2019: Die Schlagernacht in der Berliner Waldbühne (3 Folgen)
- 2022: Riverboat (1 Folge, MDR)
- 2023: Volles Haus! Sat.1 Live (Sat.1)